# Joseph-Arthur Lortie
Pour l’article homonyme, voir Lortie.
Joseph Arthur Lortie (2 janvier 1869-15 février 1958) est un médecin et homme politique fédéral, provincial et municipal du Québec.

## Biographie
Né à Sainte-Justine-de-Newton dans la presqu'île de Vaudreuil-Soulanges, Joseph Arthur Lortie étudie au Collège Bourget de Rigaud et à l'Université Laval à Québec. Devenu docteur en 1895, il s'installe à Saint-Polycarpe où il sert comme conseiller municipal de 1908 à 1909.
Élu député du Parti conservateur dans la circonscription fédérale de Soulanges en 1908, il est défait par le premier ministre Wilfrid Laurier en 1911.
Élu député du Parti conservateur du Québec dans la circonscription provinciale de Soulanges en 1923, il est défait en 1927 par le libéral Avila Farand qu'il avait lui-même défait quatre ans plus tôt.